# Saint-Pierre-de-Bailleul
Saint-Pierre-de-Bailleul é uma comuna francesa na região administrativa da Normandia, no departamento de Eure. Estende-se por uma área de 6,32 km². Em 2010 a comuna tinha 991 habitantes (densidade: 156,8 hab./km²).